# إليزابيث كيلسو
إليزابيث كيلسو (بالإنجليزية: Elizabeth Kelso)‏ هي صحفية نيوزيلندية، ولدت في 28 مايو 1889، وتوفيت في 7 يوليو 1967.